# Mosteirinho
Mosteirinho is een plaats (freguesia) in de Portugese gemeente Tondela en telt 223 inwoners (2001).